# Biak
Biak ist eine Insel in der ostindonesischen Cenderawasih-Bucht im Pazifischen Ozean. Biak ist mit 2455 km² die größte Insel der Schouten-Inselgruppe und gehört zum Regierungsbezirk Biak Numfor in der indonesischen Provinz Papua.

## Geographie
Biak wird im Norden durch den Pazifischen Ozean und im Süden durch die Straße von Yapen begrenzt. Im Westen trennt Biak die nur wenige Meter breite Meeresenge Teluk Surendidori von der Insel Supiori. Die Insel hat eine Nord-Süd-Ausdehnung von ungefähr 60 Kilometern und eine Ost-West-Ausdehnung von im Durchschnitt etwa 30 Kilometern. Im Gegensatz zur südlichen Nachbarinsel Yapen ist Biak relativ flach, die höchste Erhebung liegt etwa 700 Meter über dem Meeresspiegel. Die Insel ist umringt von artenreichen Korallenriffen vor Biak und den Padaio-Inseln. An der Südküste der Insel liegt Kota Biak, Hauptort von Biak.

## Klima
Da sich die Insel nur wenige Kilometer südlich des Äquators befindet, herrscht hier das ganze Jahr über warmes tropisches Klima mit hoher Luftfeuchtigkeit. Die Temperaturen sind durch den hier steilen und das ganze Jahr über gleichen Einfallswinkel der Sonne das Jahr über nahezu konstant und das Klima ist von ganzjährig hohen Niederschlägen geprägt.
|                       | Jan  | Feb  | Mär  | Apr  | Mai  | Jun  | Jul  | Aug  | Sep  | Okt  | Nov  | Dez  |   |      |
| Mittl. Tagesmax. (°C) | 30,0 | 29,2 | 31,0 | 30,2 | 30,1 | 29,7 | 31,0 | 29,7 | 29,7 | 30,3 | 30,3 | 30,4 | ⌀ | 30,1 |
| Mittl. Tagesmin. (°C) | 23,4 | 23,7 | 23,4 | 23,2 | 23,5 | 23,2 | 23,5 | 22,9 | 22,3 | 23,6 | 23,8 | 23,7 | ⌀ | 23,3 |
|                       |      |      |      |      |      |      |      |      |      |      |      |      |   |      |
| Niederschlag (mm)     | 270  | 246  | 278  | 214  | 266  | 216  | 234  | 243  | 209  | 206  | 195  | 239  | Σ | 2816 |
|                       |      |      |      |      |      |      |      |      |      |      |      |      |   |      |
| Sonnenstunden (h/d)   | 3,3  | 3,0  | 2,7  | 3,4  | 3,8  | 3,6  | 3,6  | 3,9  | 4,0  | 3,8  | 3,2  | 3,1  | ⌀ | 3,5  |
|                       |      |      |      |      |      |      |      |      |      |      |      |      |   |      |
| Regentage (d)         | 25   | 22   | 20   | 18   | 21   | 16   | 14   | 19   | 20   | 17   | 12   | 15   | Σ | 219  |
|                       |      |      |      |      |      |      |      |      |      |      |      |      |   |      |
| Luftfeuchtigkeit (%)  | 85   | 85   | 85   | 86   | 86   | 85   | 85   | 84   | 84   | 83   | 84   | 85   | ⌀ | 84,7 |

| 23,4 |

| 23,7 |

| 23,4 |

| 23,2 |

| 23,5 |

| 23,2 |

| 23,5 |

| 22,9 |

| 22,3 |

| 23,6 |

| 23,8 |

| 23,7 |

| 23,4 |

| 23,7 |

| 23,4 |

| 23,2 |

| 23,5 |

| 23,2 |

| 23,5 |

| 22,9 |

| 22,3 |

| 23,6 |

| 23,8 |

| 23,7 |

## Flora und Fauna
Bedingt durch die hohen Niederschläge und die vorteilhaften Temperaturen ist die Insel üppig von tropischem Regenwald bewachsen und beheimatet eine Vielzahl verschiedener Tier- und Pflanzenarten. Aufgrund der seit der Frühzeit abgeschotteten Lage Biaks (die Insel war vermutlich nicht mit der größeren Insel Neuguinea verbunden) hat sich hier eine Reihe endemischer Tierarten entwickelt, u. a. der Biakliest und die Biak-Zwergohreule. Die Tierwelt ist in gewisser Weise mit jener Australiens vergleichbar. Ornithologen beobachten zahlreiche Kakadu- und Papageienarten, Kronentauben und Paradiesvögel.

## Sport
Der auf der Insel ansässige Fußballverein PSBS Biak spielt aktuell in der zweithöchsten Spielklasse Indonesiens, der Liga 2.

## Sonstiges
Die Insel war 1944 Schauplatz der Schlacht um Biak. Nach dem Zweiten Weltkrieg wurden eine große Anzahl von überzähligen Flugzeugen aus dem pazifischen Raum nach Biak geflogen und schlussendlich bis Anfang 1950 dort verschrottet.
Aufgrund seiner Nähe zum Äquator eignet sich Biak als Raketenstartplatz. Seit Anfang der 1980er Jahre ist das indonesische Projekt LAPAN mit dessen Aufbau beauftragt. Im Dezember 2020 bot die indonesische Regierung Elon Musk als Vorsitzenden von SpaceX einen Platz an. Jedoch gibt es Widerstand der Inselbewohner gegen diese Naturzerstörung.

## Biak Massaker
Am 2. Juli 1998, dem 27. Jahrestag der Ausrufung der Unabhängigkeit West Papuas, wurde in Kota Biak von einigen hundert Demonstranten die Flagge der Republik Westpapua gehisst. Sicherheitskräfte der indonesischen Regierung versuchten die Demonstration aufzulösen und eröffneten am 5. Juli nach einem gescheiterten Ultimatum das Feuer auf die Demonstranten. Wie viele Demonstranten dabei umkamen, ist unklar. Oberst Edyono, Leiter der indonesischen Truppen auf Biak, sprach von keinen Todesfällen und 21 Verletzten, räumte jedoch später die Erschießung eines Demonstranten ein. Ende Juli wurden an den Stränden von Biak mehrere Leichen angespült, laut der indonesischen Regierung Todesfälle im Zusammenhang mit einem Tsunami am 18. Juli.